# История Судана (1821—1885)
Османский Судан (период истории Судана с 1821 по 1885) (араб. االتركية Turkiyyah) — период, когда Судан находился под властью Египетского эялета и позднее египетского хедивата. В это время Мухаммед Али-паша захватывает Северный Судан и делает его провинцией Египта, со столицей в Хартуме. Период длится до 1885 года, когда Хартум был взят махдистами под руководством Мухаммеда Ахмада Аль-Махди.

## Захват Судана Египтом
После того, как Мухаммед Али-паша в 1811 году уничтожил мамлюков в Египте, часть из них сбежала на юг и обосновались в Донголе. В 1820 году Сеннарский султанат (правительство народа фунгов в восточной части Судана в XVI—XIX веках) заявил Али-паше, что не может изгнать мамелюков самостоятельно и египетский наместник отправил солдат в Судан, которые разогнали в Донголе мамлюков, захватили Кордофан и приняли капитуляцию от последнего султана народа фунгов, Бади VII. Судан представлял большой интерес для Мухаммеда Али — отсюда в Египет шёл поток золота, рабов, страусовых перьев, слоновой кости, ценной древесины. Кроме того, страна не была единой, Судан в это время был разбит на небольшие мусульманские государства и племена, живущие в рамках примитивной общинной системы. Сеннарский султанат был крупнейшим государством, но из-за вмешательства Египта, в начале XIX века он практически полностью распался. Население составляли арабо-берберские и арабо-негроидные племена, суданцы не имели огнестрельного оружия и когда пятитысячная армия Мухаммеда Али-Паши двинулась на Судан, она практически не встретила сопротивления и вверх по Нилу дошла до мыса Хартум, где сливаются Белый и Голубой Нил. Сеннар был захвачен без единого выстрела, но вскоре там начались восстания, которые привели к смерти сына Мухаммеда Али, Исмаила-паши. Один из суданских вождей, царь Наир Нимр, в 1822 году пригласил Исмаила-пашу на пир и сжёг его вместе со спутниками живьём. За смерть Исмаила-паши жестоко отомстили, убив в этом регионе более 30 000 человек, что привело к почти полному вымиранию региона.

## История названия Османский (Турецкий) Судан
(араб. االتركية Turkiyyah) — название Судана в период египетского и англо-египетского правления, до восстания махдистов. В это время высшие административные и военные должности занимали османскоговорящие египтяне, реже албанцы, греки и арабы и даже европейцы (Чарльз Джордж Гордон и Эмин-паша, находившиеся на службе Османской империи). Поскольку египетские хедивы были вассалами Османской империи, то номинально, все действия, совершавшиеся ими, происходили во имя султана в Стамбуле.

## Власть Египта
Новое правительство и египетская армия жили за счёт непомерных налогов с местного населения. Они разрушали пирамиды Мероэ, надеясь найти золото, возобновилась работорговля и жители Эль-Гезира вынуждены были спасаться бегством от работорговцев. За год после победы Али-паши около 30 тысяч суданцев были призваны для обучения в египетской армии. Египет надеялся, что Судан станет самоокупаемой страной. Когда была обеспечена безопасность со стороны военных и правительства, бежавшие из плодородной Эль-Гезиры постепенно стали возвращаться. Мухаммед Али освободил некоторых религиозных лидеров от уплаты налогов в обмен на верность Египту. В Хартуме, Кассале и Эль-Обейде были гарнизоны, укомплектованные египетскими солдатами и призванными на службу суданцами.
Египтяне разделили Судан на провинции, а провинции, в свою очередь, на ещё более мелкие административные единицы, в соответствии с исторически сложившимися племенными территориями. С 1823 года Хартум стал центром египетского правительства в Судане и вскоре стал крупным центром торговли. К 1834 году здесь уже проживало 15000 человек, в 1835 году Хартум стал резиденцией генерал-губернатора и ряд гарнизонных городов в Судане также стали административными центрами. В 1838 в Судан прибыл Мухаммед Али-паша, который организовал экспедиции по поиску золота вдоль Нила. Он надеялся найти золото в регионе Фазугли, но в итоге там оказалось так мало золота, что регион превратился не в центр по добыче драгоценного металла, а в исправительную колонию. В 1841 году Судан разделяют на 7 провинций:
- Фазугли
- Сеннар
- Хартум
- Така
- Бербер
- Донгола
- Кордофан

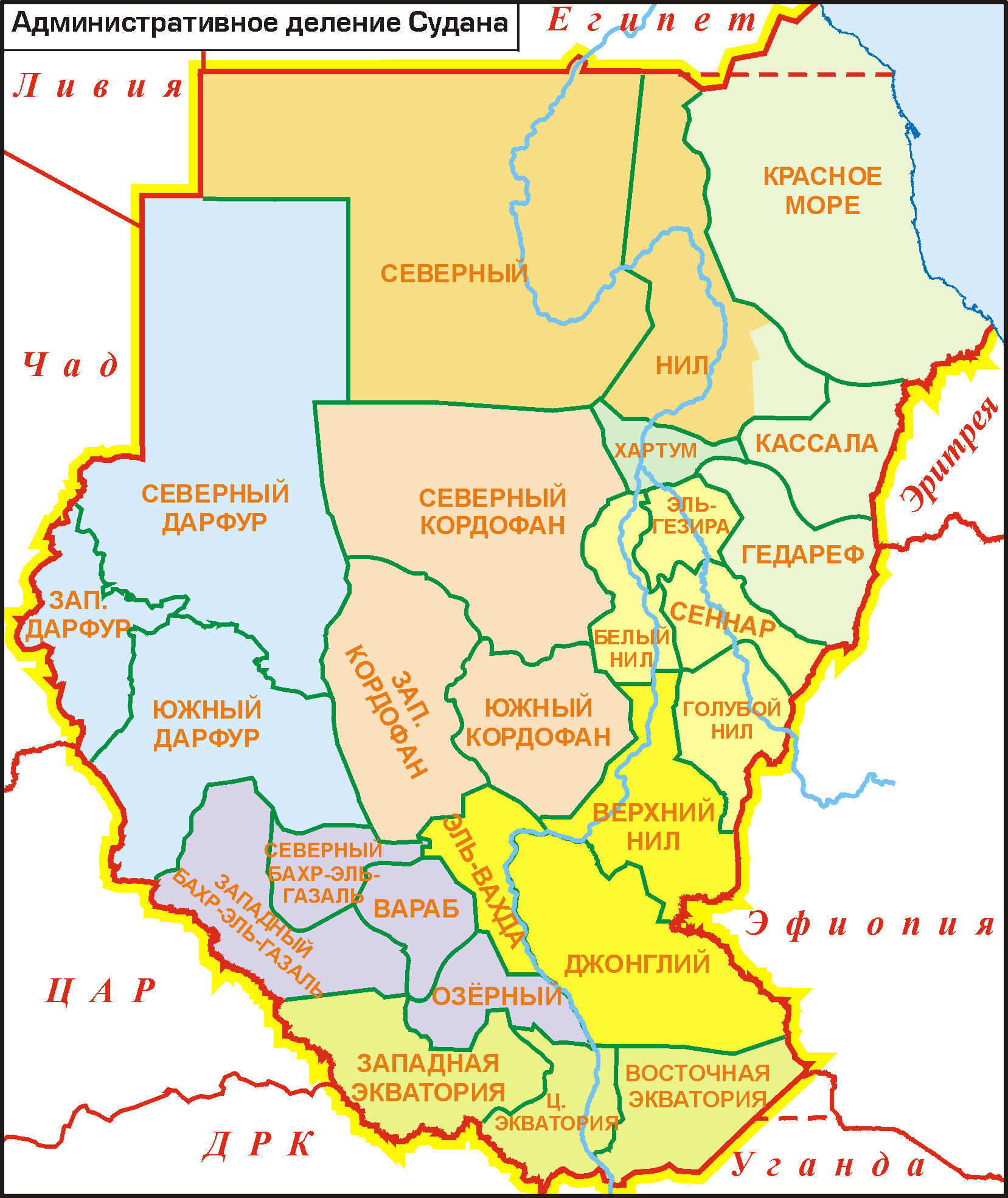
Административное деление Судана в 1976—2005 гг.:
- Зелёные границы — провинции Судана в 1994—2005 гг.;
- Заливка цветом — регионы Судана до 1994 г.

Возглавляли их турки, подчинявшиеся Мухаммеду Али и суданский народ воспринял это как завоевание Судана Турцией.
Египтяне ежегодно везли из Судана в Египет до 8000 голов крупного рогатого скота, население платило огромную дань, за время правления Египта из Судана вывозили десятки тысяч рабов, поскольку работорговля была государственной монополией вплоть до 1850 года.
В 50-х годах XIX века египтяне ввели в правовую систему Судана уголовный и коммерческий кодексы, что сказалось на престиже кади. Суданские мусульмане предпочитали обращаться в суды в рамках ханафитского мазхаба, а не более строгого маликитского. Работорговля была постепенно подавлена только в 1860-х годах, а до того была одной из самых прибыльных коммерческих отраслей страны. Третий и четвёртый вице-короли Египта, Аббас I Хильми (правление длилось с 1849 по 1854 годы) и Мухаммед Саид-паша (с 1854 по 1863) уделяли Судану мало внимания и только с приходом Исмаила-паши (1863—1879) Египет снова заметил Судан. В 1867 году османский султан официально признал Исмаила-пашу хедивом Египта и Судана. В Судане были организованы новые провинции:
- Верхний Нил
- Бахр-эль-Газаль
- Экватория.

В 1874 году египтяне окончательно завоевали и подчинили Дарфур, Исмаил-паша назначил губернаторами провинций европейцев, а также, под влиянием Британии, постарался прекратить работорговлю в Северном Судане и планировал модернизировать армию таким образом, чтобы не привлекать к службе рабов. Эти действия вызвали гнев некоторых слоёв населения: взбунтовались городские купцы и арабы-шоа, которые процветали за счёт работорговли, а также воинские части, которых не устраивал добровольно-принудительный призыв в армию. В 1852 году армия Судана составляла 18000 человек, а в 1865 году — 27000, причём подавляющее большинство солдат были рабами, а офицерами и унтер-офицерами — турецкоговорящие египтяне.